# Marliac
Marliac település Franciaországban, Haute-Garonne megyében. Lakosainak száma 132 fő (2022. január 1.). Marliac Brie, Canté, Durfort, Justiniac, Villeneuve-du-Latou és Gaillac-Toulza községekkel határos.

## Népesség
A település népességének változása:
| Lakosok száma | 108  | 85   | 79   | 99   | 126  | 129  | 145  | 138  | 135  | 132  |
|               | 1968 | 1982 | 1990 | 2006 | 2013 | 2015 | 2017 | 2019 | 2020 | 2022 |